# Leucoraja melitensis
Leucoraja melitensis é uma espécie de peixe da família Rajidae. É um monotípico dentro do género Leucoraja.
Pode ser encontrada nos seguintes países: Argélia, Itália, Malta e Tunísia.
Os seus habitats naturais são: mar aberto.
Está ameaçada por perda de habitat.